# Coupe de la Ligue suisse masculine de basket-ball 2003-2004
 (novembre 2016).
Si vous disposez d'ouvrages ou d'articles de référence ou si vous connaissez des sites web de qualité traitant du thème abordé ici, merci de compléter l'article en donnant les références utiles à sa vérifiabilité et en les liant à la section « Notes et références ».
Navigation
2004-2005
La Coupe de la Ligue Masculine 2003-2004 est la 1re édition de la Coupe de la Ligue Masculine de Suisse. Elle est organisée par la LNBA. Les 8 premières équipes de LNA, à la fin du 1er tour du championnat suisse de LNA, s'affrontent sous la forme d'un tournoi à élimination directe.

## Format
Après le 1er tour du championnat (11 matchs), les équipes de LNA classées 1 à 8 s'affrontent. Tout d'abord, les ¼ de finale sur match aller et retour, système playoffs avec cette fois-ci l'avantage du terrain au moins bien classé. Exemple, celui qui est 8e reçoit le premier, le 7e reçoit le 2e, etc. Puis les 4 vainqueurs se réunissent sur un week-end pour un "tour final", avec la ½ finale la veille et la grande finale le lendemain. Le vainqueur remporte la Coupe de la Ligue.

## Tableau final[1]
|  | Quarts de finale | Quarts de finale | Quarts de finale | Quarts de finale | Quarts de finale |  |  | Demi-finales | Demi-finales | Demi-finales |  |  | Finale | Finale | Finale |
|  |                  |                  |                  |                  |                  |  |  |              |              |              |  |  |        |        |        |
|  |                  |                  |                  |                  |                  |  |  |              |              |              |  |  |        |        |        |
|  |                  |                  |                  |                  |                  |  |  |              |              |              |  |  |        |        |        |
|  |                  |                  |                  |                  |                  |  |  |              |              |              |  |  |        |        |        |
|  |                  |                  |                  |                  |                  |  |  |              |              |              |  |  |        |        |        |
|  |                  |                  |                  |                  |                  |  |  |              |              |              |  |  |        |        |        |
|  |                  |                  |                  |                  |                  |  |  |              |              |              |  |  |        |        |        |
|  |                  |                  |                  |                  |                  |  |  |              |              |              |  |  |        |        |        |
|  |                  |                  |                  |                  |                  |  |  |              |              |              |  |  |        |        |        |
|  |                  |                  |                  |                  |                  |  |  |              |              |              |  |  |        |        |        |
|  |                  |                  |                  |                  |                  |  |  |              |              |              |  |  |        |        |        |
|  |                  |                  |                  |                  |                  |  |  |              |              |              |  |  |        |        |        |
|  |                  |                  |                  |                  |                  |  |  |              |              |              |  |  |        |        |        |
|  |                  |                  |                  |                  |                  |  |  |              |              |              |  |  |        |        |        |
|  |                  |                  |                  |                  |                  |  |  |              |              |              |  |  |        |        |        |
|  |                  |                  |                  |                  |                  |  |  |              |              |              |  |  |        |        |        |
|  |                  |                  |                  |                  |                  |  |  |              |              |              |  |  |        |        |        |
|  |                  |                  |                  |                  |                  |  |  |              |              |              |  |  |        |        |        |
|  |                  |                  |                  |                  |                  |  |  |              |              |              |  |  |        |        |        |

## Vainqueur
Le vainqueur de cette première édition est Geneva Devils.